# Mohammadshahr
Mohammadshahr (farsi محمدشهر) è una città dello shahrestān di Karaj, circoscrizione Centrale, nella provincia di Alborz in Iran. Aveva, nel 2006, una popolazione di 83.126 abitanti. Si trova a sud-ovest di Karaj.